# 小島圭市
小島 圭市（こじま けいいち、1968年7月1日 - ）は、神奈川県川崎市出身の元プロ野球選手（投手）。

## 来歴・人物
小学4年の時に野球を始める。
東海大学高輪台高では3年夏の東東京大会ベスト8まで進出。
東海大学へ進学予定だったが、読売ジャイアンツの入団テストに合格し1986年オフにドラフト外で入団。
入団6年目の1992年。7月3日のヤクルト戦で1点ビハインドの3回から登板。その後に味方が逆転、9回までの7イニングを3失点（自責点1）に抑えてプロ初勝利をあげる。
その後、7月8日の中日戦では、同点の6回表から2番手で登板。2イニングを2失点ながら味方の援護で2勝目。7月12日の広島戦ではプロ初先発。7回5失点だったが、味方打線が12得点と大量援護に守られ3勝目。10日間で3勝をマークした。
しかし、この初先発から2日後の7月14日の大洋戦。チーム事情から中1日でのリリーフ登板を余儀なくされ、2イニングを5失点と打ち込まれ、小島に負けは付かなかったもののチームが大敗の要因となってしまう。その後に二軍降格となり、結果この7月に記録した3勝のみでシーズンを終える。
1993年は、5月9日のヤクルト戦で一軍に昇格し先発するも、2回4失点で敗戦投手となり、チームの連勝も止めてしまう。試合後に長嶋茂雄監督は「小島には（ヤクルト相手では）荷が重かったか」とコメントした。
その後は、ビハインドでのリリーフ登板が続くが打ち込まれる事が多く、6月に二軍降格となった。
以降は左肘を痛めて手術するなど思うような結果が残せず1994年オフに巨人を退団。
1996年1月に再び左肘を手術。回復後の1997年にテキサス・レンジャーズのテストに合格。傘下マイナーリーグのA+級とAA級で合計24試合に登板した。10月に帰国し日本球界復帰を視野に千葉ロッテマリーンズのテストを受けたが不合格、その後中日ドラゴンズの秋季キャンプに参加し12月に契約が成立した。
1998年4年ぶりに日本球界復帰を果たし一軍登板もしたが結果を出せず1年で退団。
1999年は、台湾の興農ブルズでプレー。同年限りで退団する。
2000年には再度MLB挑戦のため渡米したが、オファーがなく引退。
引退後の2001年に、ロサンゼルス・ドジャースの日本担当スカウトに就任。その傍ら、ノースアジア大学客員准教授を務めた。ロサンゼルス・ドジャースの日本担当スカウトとして、石井一久、黒田博樹、斎藤隆の獲得に尽力。3人が活躍したことから、手腕を高く評価された。
2013年にドジャースのスカウトを退職し、ジュニア育成のために全国の小・中学生の指導者へ向けた講演会活動や少年野球教室を展開している。
現在は、アリゾナ・ダイヤモンドバックスの顧問を務めつつ、一般社団法人 i4エージェンシーの代表理事、ワンダークリエイト合同会社の代表として活動し、2019年にはC3.Japan合同会社を創設。またAbemaTVにて東京六大学野球の解説も行っている。

## 詳細情報

### 年度別投手成績
| 年 度     | 球 団     | 登 板 | 先 発 | 完 投 | 完 封 | 無 四 球 | 勝 利 | 敗 戦 | セ 丨 ブ | ホ 丨 ル ド | 勝 率 | 打 者 | 投 球 回 | 被 安 打 | 被 本 塁 打 | 与 四 球 | 敬 遠 | 与 死 球 | 奪 三 振 | 暴 投 | ボ 丨 ク | 失 点 | 自 責 点 | 防 御 率 | W H I P |
| --------- | --------- | ----- | ----- | ----- | ----- | -------- | ----- | ----- | -------- | ----------- | ----- | ----- | -------- | -------- | ----------- | -------- | ----- | -------- | -------- | ----- | -------- | ----- | -------- | -------- | ------- |
| 1991      | 巨人      | 1     | 0     | 0     | 0     | 0        | 0     | 0     | 0        | --          | ----  | 20    | 3.0      | 7        | 0           | 4        | 0     | 0        | 1        | 0     | 0        | 4     | 4        | 12.00    | 3.67    |
| 1992      | 巨人      | 5     | 1     | 0     | 0     | 0        | 3     | 0     | 0        | --          | 1.000 | 83    | 19.2     | 18       | 5           | 8        | 0     | 0        | 17       | 0     | 0        | 16    | 14       | 6.41     | 1.32    |
| 1993      | 巨人      | 5     | 1     | 0     | 0     | 0        | 0     | 1     | 0        | --          | .000  | 53    | 9.0      | 22       | 3           | 4        | 0     | 1        | 8        | 0     | 0        | 15    | 12       | 12.00    | 2.89    |
| 1998      | 中日      | 5     | 0     | 0     | 0     | 0        | 0     | 0     | 0        | --          | ----  | 35    | 7.0      | 14       | 1           | 1        | 0     | 0        | 3        | 0     | 0        | 8     | 8        | 10.29    | 2.14    |
| 1999      | 興農      | 3     | 3     | 1     | 1     | 0        | 2     | 0     | 0        | --          | 1.000 | 77    | 18.0     | 16       | 0           | 11       | 0     | 0        | 13       | 0     | 0        | 3     | 3        | 1.50     | 1.50    |
| NPB：4年  | NPB：4年  | 16    | 2     | 0     | 0     | 0        | 3     | 1     | 0        | --          | .750  | 191   | 38.2     | 61       | 9           | 17       | 0     | 1        | 29       | 0     | 0        | 43    | 38       | 8.84     | 2.02    |
| CPBL：1年 | CPBL：1年 | 3     | 3     | 1     | 1     | 0        | 2     | 0     | 0        | --          | 1.000 | 77    | 18.0     | 16       | 0           | 11       | 0     | 0        | 13       | 0     | 0        | 3     | 3        | 1.50     | 1.50    |

### 記録
NPB
- 初登板：1991年5月24日、対横浜大洋ホエールズ10回戦（横浜スタジアム）
- 初勝利：1992年7月3日、対ヤクルトスワローズ12回戦（神宮球場）、3回裏から2番手で登板、7回3失点
- 初先発：1992年7月12日、対広島東洋カープ13回戦（東京ドーム）、7回5失点で勝利投手

### 背番号
- 62（1987年 - 1994年）
- 63（1998年）
- 18（1999年）